# عیسی راهونن
عیسی راهونن (انگلیسی: Isa Rahunen؛ زادهٔ ۱۶ آوریل ۱۹۹۳) بازیکن هاکی روی یخ اهل فنلاند است.